# تاريخ التسويق

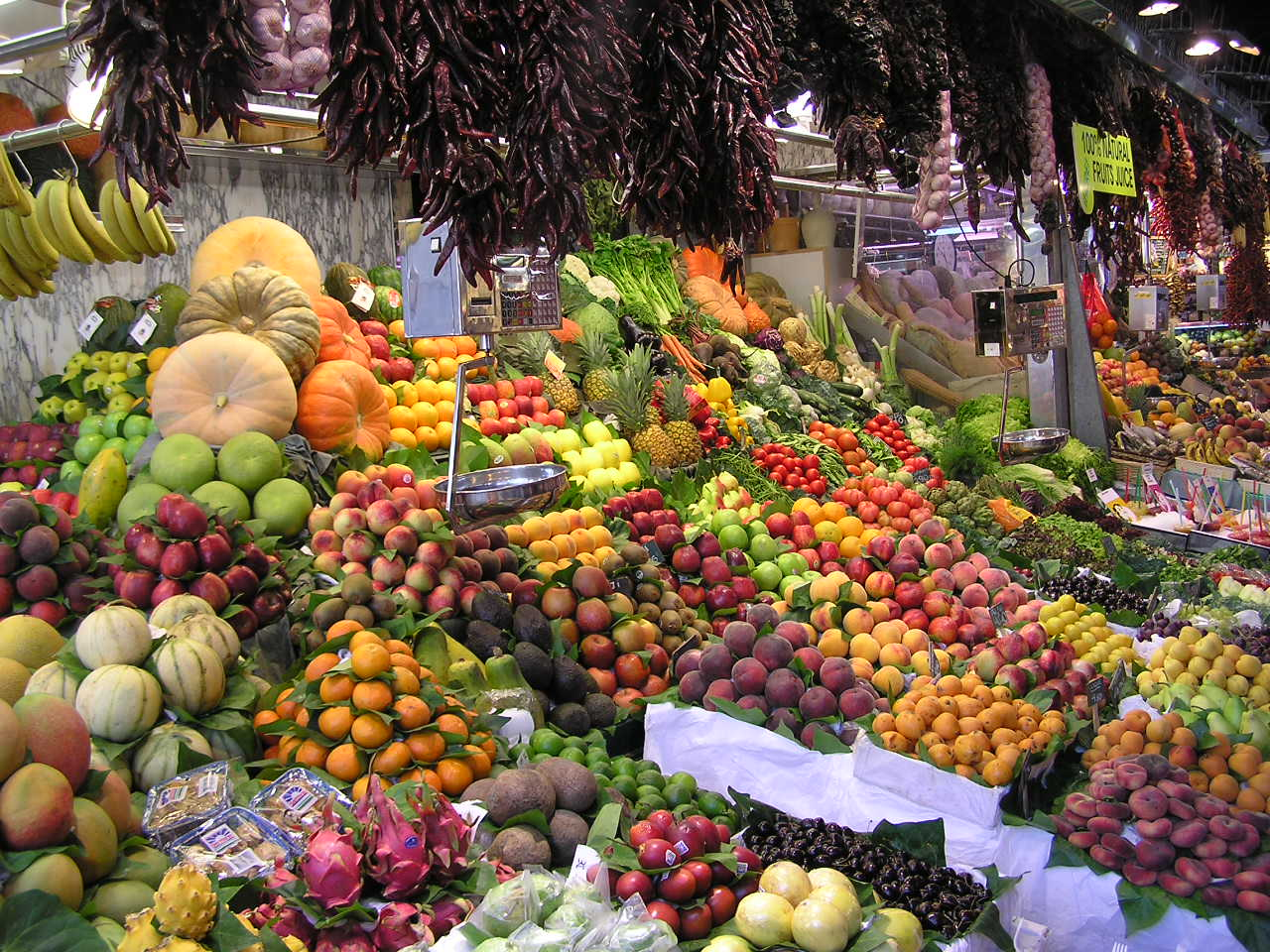
عرض فواكه في أحد أسواق برشلونة

تعد دراسة تاريخ التسويق، باعتباره تخصصًا، أمرًا مهمًا فهي تساعد على تحديد الأسس التي يمكن من خلالها التعرف على التغيير وفهم كيفية تطور هذا التخصص استجابةً لتلك التغييرات. عُرفت ممارسة التسويق منذ آلاف السنين، ولكن أصبح مصطلح «التسويق» المستخدم لوصف الأنشطة التجارية المتمثلة في بيع وشراء المنتجات أو الخدمات، شائع الاستخدام في أواخر القرن التاسع عشر. وبدأت دراسة تاريخ التسويق كمجال أكاديمي في أوائل القرن العشرين.
يميل المسوقون إلى التفريق ما بين تاريخ ممارسة التسويق وتاريخ الفكر التسويقي:
1. يشير تاريخ ممارسة التسويق إلى البحث في طرق ممارسة التسويق؛ وكيف تطورت هذه الممارسات مع مرور الوقت وذلك تبعًا لاستجابتها للظروف الاجتماعية والاقتصادية المتغيرة.
2. يشير تاريخ الفكر التسويقي إلى معاينة الطرق التي دُرّس بها التسويق.

يُعتبر تاريخ الفكر التسويقي وتاريخ ممارسة التسويق مجالين متميزين للدراسة، إلا أنهما يتقاطعان في عدة نقاط. يشارك ممارسو التسويق في ممارسات مبتكرة تجذب انتباه باحثي التسويق الذين يقومون بتدوينها ونشرها. وفي الوقت نفسه، غالبًا ما يطور أكاديميو التسويق أساليب أو نظريات بحثية جديدة تُتخذ لاحقًا من قبل الممارسين. وهكذا تنمو التطورات في نظريات وممارسة التسويق والعكس صحيح.
اعتُبرت مقالة روبرت كيث التي نُشرت في عام 1960 بعنوان «ثورة التسويق» عملاً رائداً في دراسة تاريخ ممارسة التسويق. وكان كتاب روبرت بارتل، تاريخ فكر التسويق، الذي نُشر في عام 1976، بمثابة نقطة تحول في فهم كيفية تطور نظرية التسويق منذ نشأتها لأول مرة كنظام منفصل وحتى بداية القرن الماضي.

## أصل التسمية
ظهر مصطلح «التسويق» وفقًا للعلماء اللغويين، لأول مرةٍ في القواميس في القرن السادس عشر وأشار وقتها إلى عمليات البيع والشراء في السوق. بينما ظهر التعريف المعاصر لـ «التسويق» كعملية لنقل البضائع من المنتج إلى المستهلك مع التركيز على المبيعات والإعلان لأول مرة في القواميس في عام 1897. ومصطلح «التسويق» هو اشتقاق للكلمة اللاتينية ميركاتوس التي تعني السوق أو التاجر.

## تاريخ التسويق: عرض موجز
يميل مؤرخو التسويق إلى دراسة فرعين مختلفين من تاريخ التسويق – تاريخ ممارسة التسويق وتاريخ الفكر التسويقي. غالبًا ما تُقسّم هذه الفروع بدقة وهي تمتلك جذورًا مختلفةً جدًا. يستند تاريخ ممارسة التسويق على تخصصات الإدارة والتسويق، بينما يعتمد تاريخ الفكر التسويقي على التاريخ الاقتصادي والثقافي. وهذا يعني أن الفرعين يطرحان أنواعًا مختلفةً تمامًا من أسئلة البحث ويستخدمان أدوات وأطرًا بحثية مختلفة.
أجرى مؤرخو التسويق بحثًا مهمًا تناول ظهور ممارسات التسويق، ولكن لا يوجد اتفاق كبير حول متى بدأ التسويق لأول مرة. يجادل بعض الباحثين حول إمكانية العثور على ممارسات التسويق في العصور القديمة، بينما يشير آخرون إلى ظهور التسويق، في شكله الحديث، بالتزامن مع ظهور ثقافة المستهلك في أوروبا في القرنين السابع والثامن عشر بينما يشير باحثون آخرون إلى عدم تحقق التسويق بشكلٍ كاملٍ إلا في العقود التالية للثورة الصناعية في بريطانيا والتي امتدت من خلالها إلى أوروبا وأمريكا الشمالية.
فسّر هولاندر وآخرون اختلاف تواريخ ظهور التسويق بالمشاكل المحيطة حول الطريقة التي عُرِّف التسويق بها – سواء كانت الإشارة إلى «التسويق الحديث» كمرجعٍ للممارسة المهنية بما في ذلك أنشطة مثل التجزئة وتمايز المنتجات وتحديد المواقع والاتصالات التسويقية، أو تعريف «التسويق» كشكل بسيط من أشكال التوزيع والتبادل.

### التسويق في العصور القديمة
وجدت الدراسات أدلة على وجود الإعلانات والعلامات التجارية والتعبئة والتغليف في العصور القديمة. ومن الأمثلة على ذلك: أمبريشيوس سكوراس، وهو صانع لصلصة السمك، (المعروفة أيضًا باسم غاروم) في بومبي، نحو عام 35 م. إذ زُيّنت أنماط الفسيفساء في ردهة منزله بصور لأمفورا تحمل علامته التجارية الشخصية بالإضافة إلى متطلبات الجودة.
كان صيت صلصلة الأسماك معروفًا، وكانت ذات جودة عالية جدًا في جميع أنحاء حوض البحر المتوسط، ووصلت سمعتها إلى أماكن بعيدة مثل فرنسا الحديثة. وصف كورتيس هذه الفسيفساء بأنها «بمثابة إعلان، ومثال نادر جلي على فكرة مستوحاة من راعٍ، وليس من قبل الفنان». تشير بومبي وبعض الأماكن القريبة مثل هركولانيوم والأدلة الأثرية الموجودة إلى أن استخدام العلامات التجارية كان شائعًا نسبيًا في ذلك الوقت. فعلى سبيل المثال، كانت تُختم جرار النبيذ بأسماء مثل: «لاسيوس» و «إل. أوماكيوس»؛ التي ربما كانت تدل على أسماء المنتجين. تشير أرغفة الخبز المتفحمة، الموجودة في هركولانيوم، إلى أن بعض الخبازين ختموا الخبز بأسماء المنتجين.
جادل ديفيد وينغرو بأن العلامات التجارية أصبحت ضرورةً في أعقاب الثورة الحضرية في بلاد ما بين النهرين في القرن الرابع قبل الميلاد، عندما بدأت الاقتصاد واسع النطاق في إنتاج السلع الضخمة، مثل: المشروبات الكحولية ومستحضرات التجميل والمنسوجات. فرضت هذه المجتمعات القديمة أشكالًا صارمة من مراقبة الجودة على السلع، واحتاجت إلى إيصال القيمة للمستهلك من خلال العلامات التجارية. في البداية ربط المنتجون الأختام الحجرية البسيطة بالمنتجات ومع مرور الوقت انتقلوا إلى استخدام الأختام الطينية التي تحمل صورًا مثيرة للإعجاب، وغالبًا ما ارتبطت بالهوية الشخصية للمنتج.
أظهرت ديانا تويد أن الأمفورات المستخدمة في تجارة البحر المتوسط ما بين 500 و1500 قبل الميلاد قد عرضت مجموعة واسعة من الأشكال والعلامات، وقدمت معلومات للصفقات التجارية. يعود الاستخدام المنهجي للعلامات المختومة إلى نحو القرن الرابع قبل الميلاد. وفي المجتمعات الأمية، غالبًا ما كان شكل الأمفورا وعلاماتها التوضيحية ينقلان معلوماتٍ حول المحتويات والمنطقة الأصلية وحتى هوية المُنتِج وبالتالي جودة المُنتَج.
لم يتفق جميع المؤرخين على أن هذه العلامات يمكن مقارنتها بالعلامات التجارية الحديثة. لقد جادل مور وريد، على سبيل المثال، بأن الأشكال والعلامات المميزة في العصور القديمة يجب أن يطلق عليها مصطلح العلامات التجارية الأصلية بدلاً من الحديثة.

### التسويق في العصور الوسطى
ظهرت مدن الأسواق في إنجلترا وأوروبا خلال العصور الوسطى. واقترح بعض المحللين أن مصطلح «التسويق» ربما يكون قد استخدم أولاً في سياق مدن التسوق من قبل المنتجين لوصف عملية نقل وبيع منتجاتهم وأدواتهم في تلك المدن. بحث بلينتيف في فترة بدايات العصور الوسطى لمدن التسوق، واقترح أنه بحلول القرن الثاني عشر كان هناك ارتفاع ملحوظ في عددها وظهرت أيضًا الدوائر التجارية إذ كان التجار يجمعون الفائض من الأسواق الإقليمية في الأسواق المختلفة ويعيدون بيعها في أكبر مدن السوق المركزية.
نفّذ كل من براديل ورينولد دراسة منهجية لهذه البلدات ذات الأسواق الأوروبية بين القرنين الثالث والخامس عشر. وأظهرت دراستهم أن الأسواق الإقليمية كانت تُعقد مرة واحدة أو مرتين في الأسبوع، في حين أن الأسواق اليومية كانت أكثر شيوعًا في المدن والبلدات الكبرى. بدأت المتاجر الدائمة مع مرور الوقت، بفتح أبوابها يوميًا وحلّت محل الأسواق الدورية بشكل تدريجي. ملأ الباعة المتجولون الفجوات في التوزيع عن طريق السفر لبيع المنتجات والأدوات. تميز السوق بتبادل الصفقات التجارية، وكانت أنظمة المقايضة شائعة وكان الاقتصاد يتميز بالتداول المحلي. يشير براديل إلى أنه في عام 1600، نُقلت البضائع لمسافات قصيرة نسبيًا – الحبوب من 5 إلى 10 أميال؛ الماشية 40–70 ميلًا؛ الصوف والقماش 20–40 ميلًا. ومع ذلك، بدأ استيراد البضائع من الأماكن البعيدة بعد عصر الكشوف الأوروبي – قماش كاليكو من الهند، والخزف والحرير والشاي من الصين، والتوابل من الهند وجنوب شرق آسيا والتبغ والسكر والقهوة من العالم الجديد.

## أوائل منظرو علم التسويق
- ديفيد أكر
- ليونارد بيري
- كلايتون كريستنسن
- أندرو إيرنبرج
- إدوارد فيلين
- سيث غودين
- باول إي. غرين
- شيلبي د. هنت
- فيليب كوتلر
- جيروم ماكارثي
- آرثر نيلسن
- ديفيد أوجلفي
- فانس باكارد
- أل رييس
- دون إي. شولتز
- بايرون شارب
- جاي والتر تومبسون
- هنري غريدي ويفر